# Парламентские выборы в Сальвадоре (1928)
Парламентские выборы в Сальвадоре проходили в январе 1928 года. На них были избраны 42 члена Законодательной ассамблеи. В результате Национальная республиканская партия одержала победу, получив все 42 места парламента.

## Результаты
| Партия                                    | Голоса | % | Места |
| ----------------------------------------- | ------ | - | ----- |
| Национальная республиканская партия       |        |   | 42    |
| Недействительных/пустых бюллетеней        |        | - | -     |
| Всего                                     |        |   | 42    |
| Источник: Political Handbook of the World |        |   |       |